# Record du Maroc de natation dames du 200 mètres dos
Cet article présente l'évolution du record du Maroc de natation dames du 200 mètres dos.

## Bassin de 50 mètres
| Temps         | Athlète          | Naissance | Âge | Club | Compétition                | Lieu       | Date            |
| ------------- | ---------------- | --------- | --- | ---- | -------------------------- | ---------- | --------------- |
| 2 min 28 s 55 | Imane Boulaamane | 1989      | 16  | CNJ  | Championnats du monde      | Montréal   | 29 juillet 2005 |
| 2 min 26 s 45 | Imane Boulaamane | 1989      | 20  | CNJ  | Jeux méditerranéens (s)    | Pescara    | 28 juin 2009    |
| 2 min 22 s 17 | Imane Boulaamane | 1989      | 22  | CNJ  | Championnats de France (s) | Strasbourg | 23 mars 2011    |

## Bassin de 25 mètres
| Temps         | Athlète          | Naissance | Âge | Club | Compétition                | Lieu     | Date            |
| ------------- | ---------------- | --------- | --- | ---- | -------------------------- | -------- | --------------- |
| 2 min 25 s 62 | Imane Boulaamane | 1989      | 16  | CNJ  |                            | Tétouan  | 9 avril 2005    |
| 2 min 21 s 95 | Imane Boulaamane | 1989      | 21  | CNJ  | Championnats de France (s) | Chartres | 3 décembre 2010 |